# Folhelho

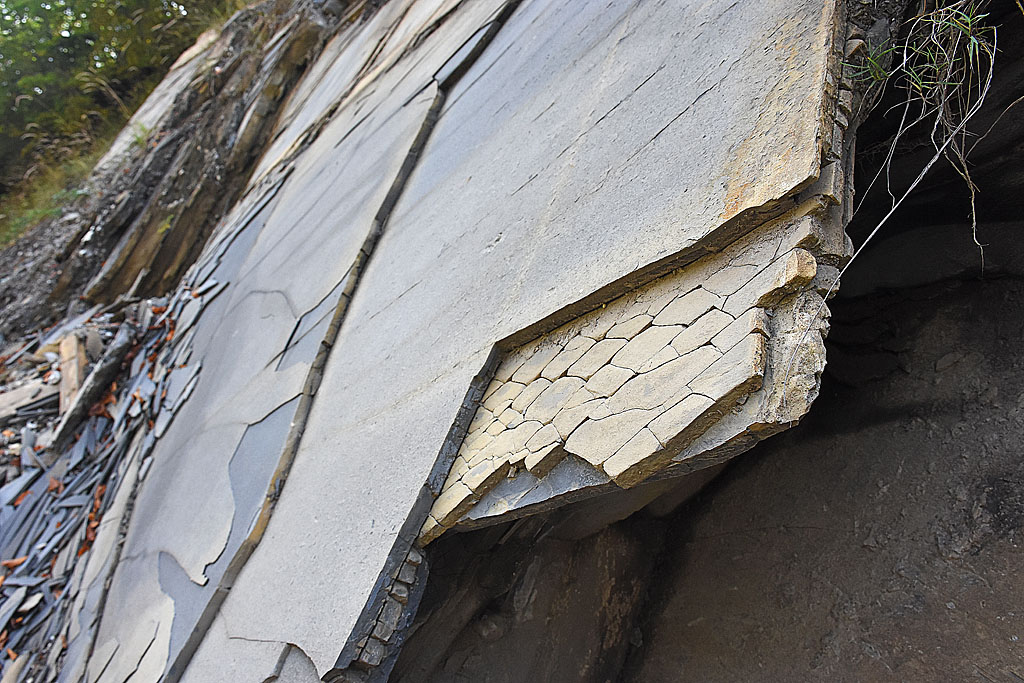
Folhelho em Potokgraben, Caravanche, Áustria

Folhelho é uma rocha sedimentar clástica, formada pela deposição de lama, com partículas de tamanhos desde o silte à argila. Em inglês é denominada de "shale", frequentemente e incorretamente traduzida para "xisto", sendo o xisto um tipo de rocha metamórfica.

## Características

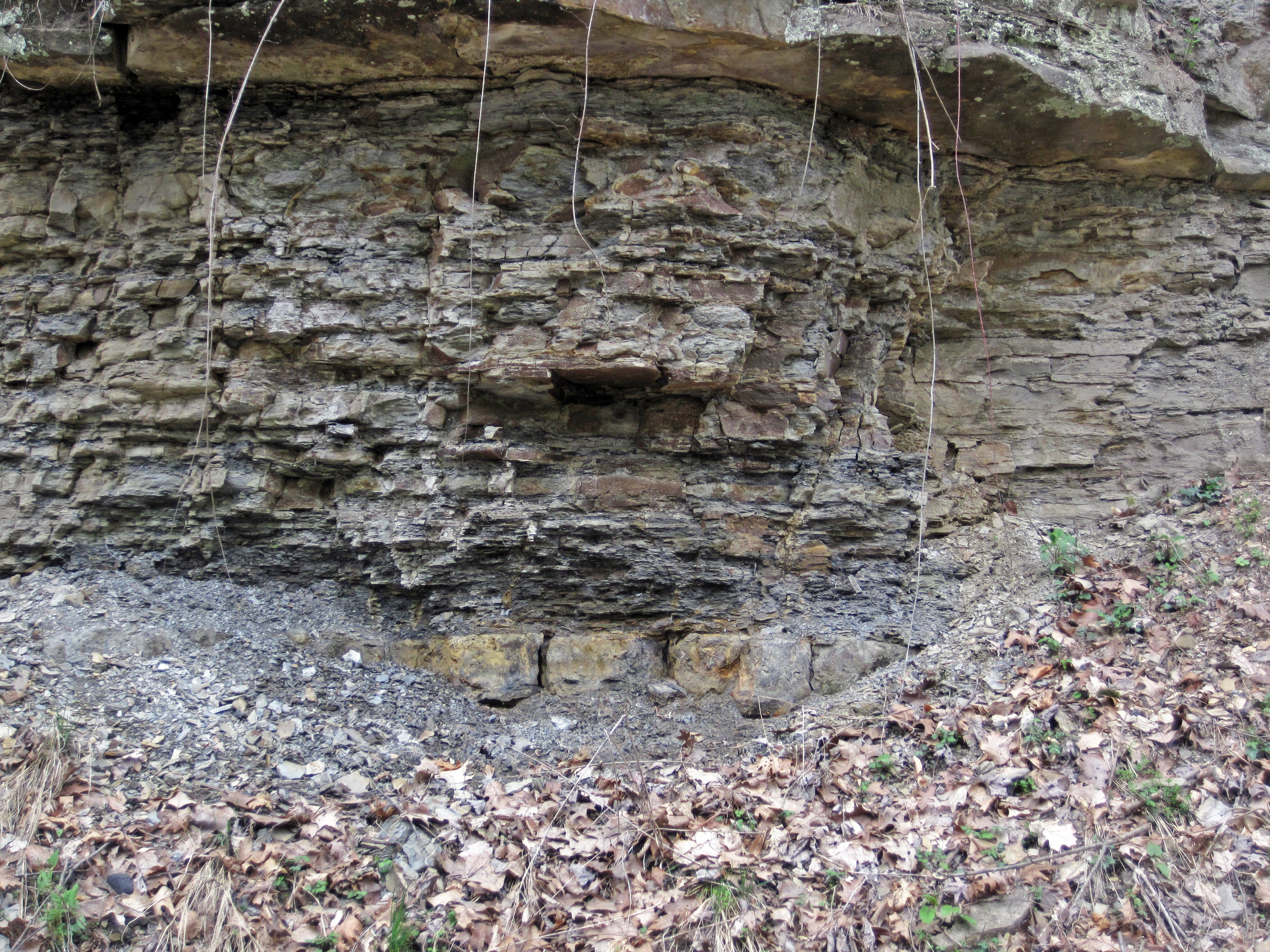
Sucessão de folhelho cobrindo um leito espesso de cherte, na Formação Pottsville, no Ohio

Folhelhos são rochas que possuem grãos do tamanho dos da lama. Podem ser riscadas ou cortadas com um canivete. Quando bafejadas, libertam um odor a barro mais ou menos intenso. Tal como as argilas, podem ter côr muito variada: amarelada, vermelha, parda, acastanhada, cinzenta a negra e até esverdeada. Também podem conter minerais acessórios como os carbonatos, pirita, apatita, gesso, e outros vários minerais carbonáticos.  Também podem conter concreções constituídas por esses minerais acessórios.
Apresentam forte estratificação, folhada em finas lâminas, que a distingue do argilito ("mudstone" em inglês).
Fósseis, icnofósseis, e até crateras de impactos de gotas de chuva são por vezes preservadas em superfícies das camadas de folhelho.
O folhelho é a principal rocha geradora de hidrocarbonetos em sistemas petrolíferos, devido ao seu alto teor de matéria orgânica. Também em alguns sistemas petrolíferos, o folhelho pode ser uma importante rocha selante para a acumulação de hidrocarbonetos, impedindo a ocorrência de poços surgentes.

## Formação
O folhelho é formado durante uma deposição lenta de lamas, em meios muito pouco energéticos, e sem perturbação dos sedimentos, resultando na característica estratificação.

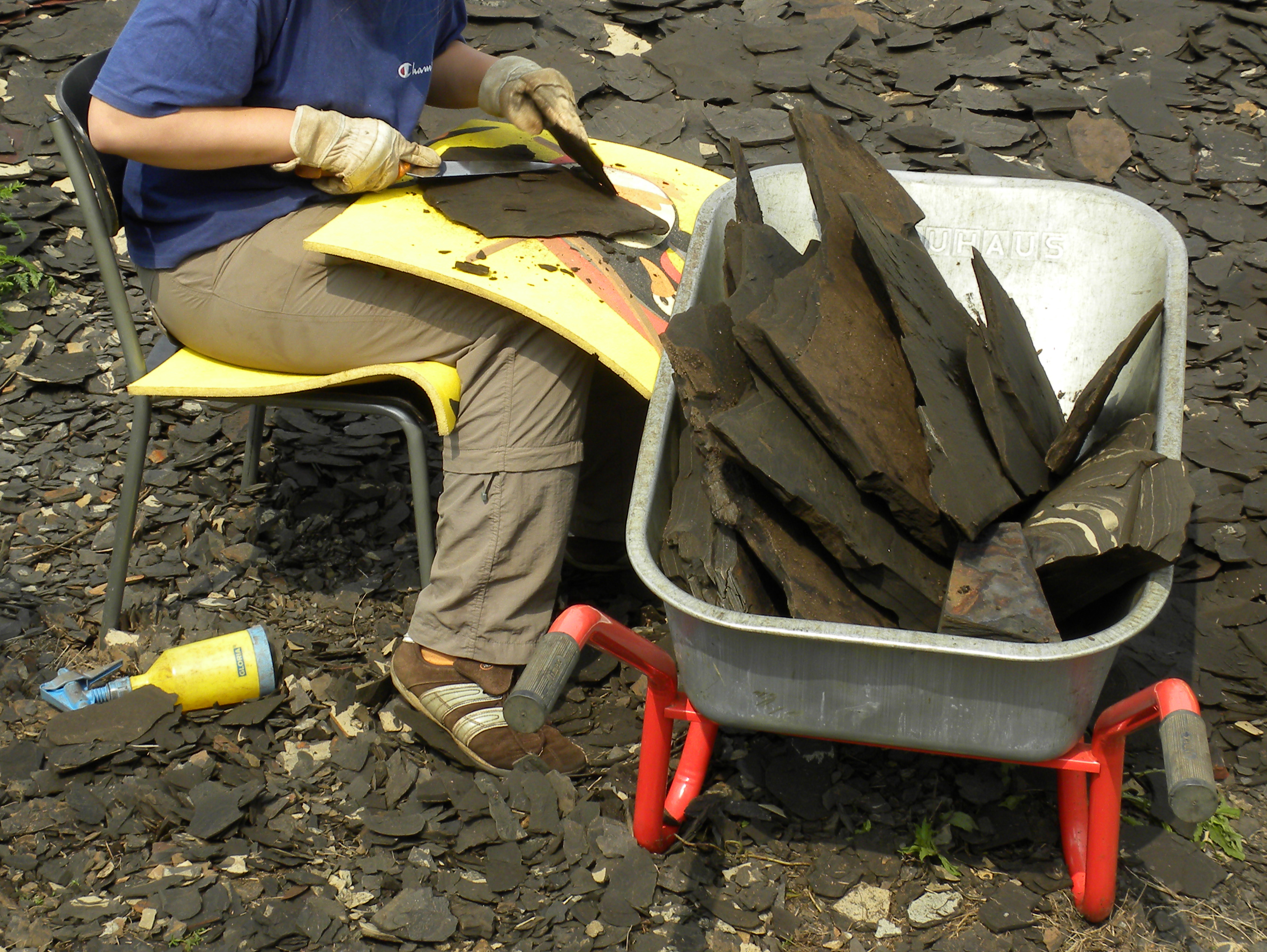
Procurando fósseis, abrindo e separando com uma faca o folhelho da formação Messel, na Alemanha.
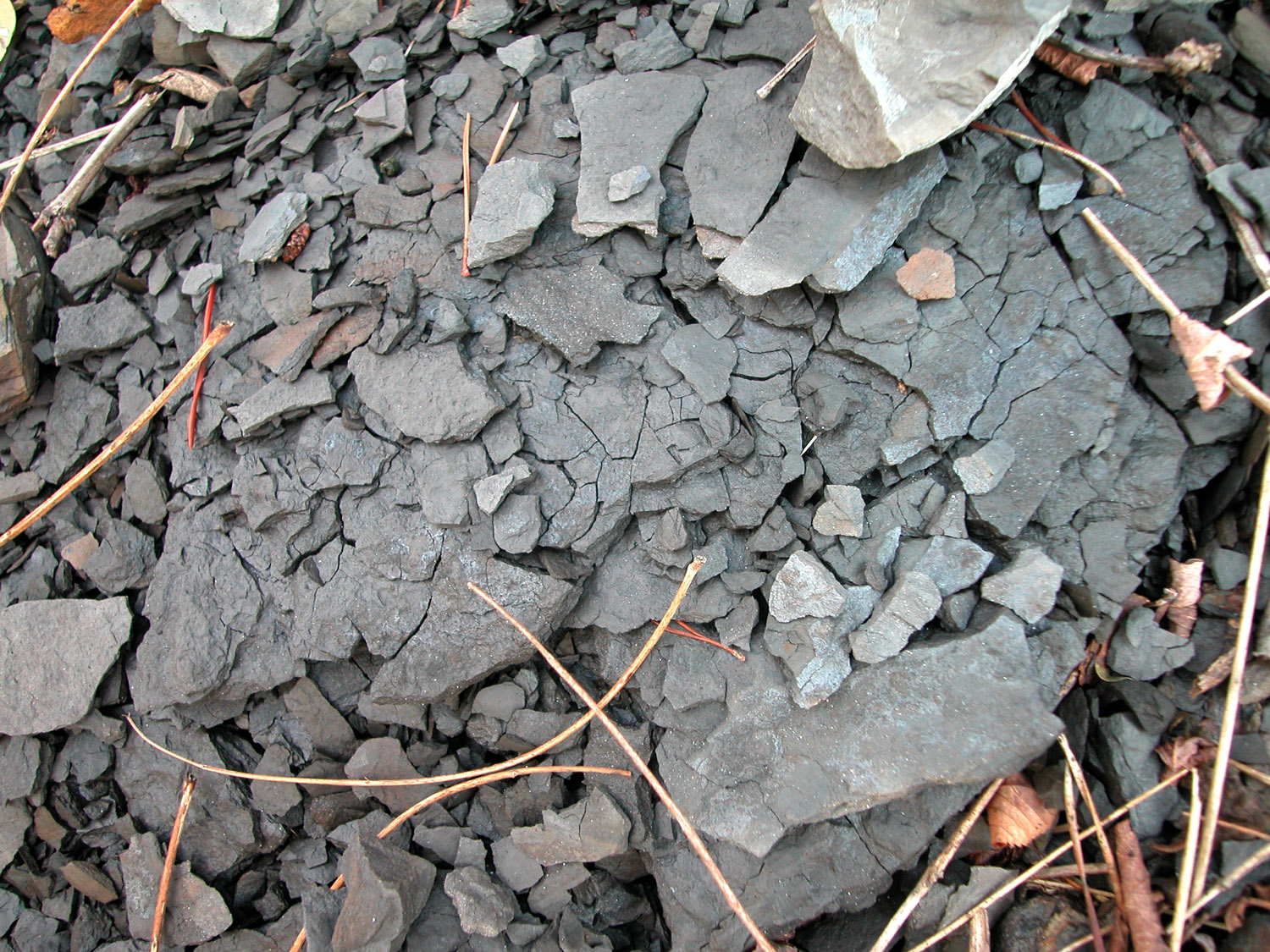
Folhelho em degradação no Kentucky

Também se dá o nome "folhelho" à película que envolve os grãos de algumas plantas, como os da ervilha, fava ou milho, e os bagos de uva. No caso do milho, chama-se folhelho ao conjunto de folhas finas e esbranquiçadas que reveste as espigas. O folhelho de milho é conhecido como carapela.